# Combat de Paintourteau
Chouannerie
Batailles
Le combat de Paintourteau a lieu le 30 juin 1795, pendant la Chouannerie.

## Prélude
Le déroulement de ce combat est rapporté par l'officier chouan Toussaint du Breil de Pontbriand, dans ses mémoires. Celui-ci le place à la date du 30 juin 1795,,. D'après son récit, après le combat du Pont de Cantache, il se porte en Mayenne pour décider quelques compagnies locales à se joindre à la division de Vitré,. Deux acceptent : celle de Bourgon et celle de La Croixille,. Au matin, il se porte sur Bréal, où il apprend qu'une colonne républicaine venue de l'Armée du Nord doit se rendre à Vitré après avoir couché à La Gravelle,.

## Forces en présence
Pontbriand évalue la colonne républicaine à 600 hommes,. Du côté des chouans, il indique qu'il commande 200 hommes lors de ce combat, issus des compagnies de Bourgon, La Croixille et Saint-M'Hervé,. Cette dernière est menée par le capitaine Louis Hubert,.

## Déroulement
Les chouans reconnaissent une position favorable où ils dressent une embuscade,. Sur les conseils du capitaine Hubert, Pontbriand décide laisser filer le gros de la colonne et de se borner à harceler son arrière-garde,. Les chouans engagent le feu, mais le commandant républicain refuse le combat et donne l'ordre à sa troupe de poursuivre sa marche,. Seuls les pelotons du queue de la colonne soutiennent le feu de chouans, tout en faisant retraite jusqu'au camp retranché de Paintourteau,.
Le lendemain du combat, Pontbriand est informé du débarquement de Quiberon et en déduit que les républicains ont refusé le combat parce qu'ils avaient reçu l'ordre de se porter à marche forcée dans le Morbihan,. 

## Pertes
D'après Pontbriand, les chouans ne déplorent aucune perte, tandis que les républicains ont quatre tués et deux blessés,. Six fusils et quelques cartouches sont ramassés par les chouans,.